# Priacanthus zaiserae
Priacanthus zaiserae är en fiskart som beskrevs av Starnes och Moyer, 1988. Priacanthus zaiserae ingår i släktet Priacanthus och familjen Priacanthidae. Inga underarter finns listade i Catalogue of Life.